# Rivière-les-Fosses
Rivière-les-Fosses és un municipi francès situat al departament de l'Alt Marne i a la regió del Gran Est. L'any 2007 tenia 223 habitants.

## Demografia

### Població
El 2007 la població de fet de Rivière-les-Fosses era de 223 persones. Hi havia 98 famílies de les quals 24 eren unipersonals (12 homes vivint sols i 12 dones vivint soles), 39 parelles sense fills i 35 parelles amb fills.
La població ha evolucionat segons el següent gràfic:
Habitants censats

### Habitatges
El 2007 hi havia 132 habitatges, 95 eren l'habitatge principal de la família, 23 eren segones residències i 14 estaven desocupats. Tots els 132 habitatges eren cases. Dels 95 habitatges principals, 83 estaven ocupats pels seus propietaris, 6 estaven llogats i ocupats pels llogaters i 6 estaven cedits a títol gratuït; 1 tenia una cambra, 1 en tenia dues, 19 en tenien tres, 27 en tenien quatre i 47 en tenien cinc o més. 69 habitatges disposaven pel capbaix d'una plaça de pàrquing. A 51 habitatges hi havia un automòbil i a 32 n'hi havia dos o més.

### Piràmide de població
La piràmide de població per edats i sexe el 2009 era:
| Homes | Edats   | Dones |
| ----- | ------- | ----- |
| 0     | 95 o +  | 0     |
| 0     | 90 a 94 | 0     |
| 0     | 85 a 89 | 4     |
| 0     | 80 a 84 | 4     |
| 12    | 75 a 79 | 8     |
| 4     | 70 a 74 | 8     |
| 4     | 65 a 69 | 4     |
| 12    | 60 a 64 | 8     |
| 8     | 55 a 59 | 16    |
| 0     | 50 a 54 | 0     |
| 4     | 45 a 49 | 0     |
| 16    | 40 a 44 | 8     |
| 12    | 35 a 39 | 12    |
| 4     | 30 a 34 | 8     |
| 0     | 25 a 29 | 4     |
| 0     | 20 a 24 | 4     |
| 0     | 15 a 19 | 4     |
| 8     | 10 a 14 | 12    |
| 4     | 5 a 9   | 8     |
| 12    | 0 a 4   | 8     |

## Economia
El 2007 la població en edat de treballar era de 124 persones, 82 eren actives i 42 eren inactives. De les 82 persones actives 72 estaven ocupades (43 homes i 29 dones) i 10 estaven aturades (5 homes i 5 dones). De les 42 persones inactives 22 estaven jubilades, 7 estaven estudiant i 13 estaven classificades com a «altres inactius».

### Ingressos
El 2009 a Rivière-les-Fosses hi havia 95 unitats fiscals que integraven 233 persones, la mediana anual d'ingressos fiscals per persona era de 17.277 €.

### Activitats econòmiques
Dels 3 establiments que hi havia el 2007, 1 era d'una empresa alimentària, 1 d'una empresa de serveis i 1 d'una entitat de l'administració pública.
L'únic establiment comercial que hi havia el 2009 era una fleca.
L'any 2000 a Rivière-les-Fosses hi havia 9 explotacions agrícoles que ocupaven un total de 948 hectàrees.

## Poblacions més properes
El següent diagrama mostra les poblacions més properes.